# Penny Lane
«Penny Lane» es una canción de la banda británica The Beatles de 1967, compuesta principalmente por Paul McCartney y acreditada a  Lennon-McCartney. Se refiere a los recuerdos de infancia de Paul McCartney y John Lennon de un punto geográfico de los suburbios de Liverpool, cercano a sus hogares,  en el cruce de la calle Penny Lane con Smithdown Road. El sencillo Penny Lane/Strawberry Fields Forever» fue clasificado por los usuarios de Rateyourmusic.com como el cuarto mejor de la historia. En 2004 la canción fue colocada en la posición n.º 449 de la lista de las 500 mejores canciones de todos los tiempos por la revista Rolling Stone.

## Inspiración

### Cruce de Penny Lane
Penny Lane, textualmente Carril o Camino de Penny, es una calle de Liverpool, ubicada en su mayor parte en el distrito de Sefton Park. Tiene una extensión de 900 metros. La canción no hace referencia a la calle en sí misma, sino al cruce de dicha calle con Smithdown Road, importante punto de trasbordo de autobuses suburbanos, alrededor del cual se establecieron varios comercios y la iglesia de St. Barnabas. El cruce se encuentra ubicado en la confluencia de los distritos de Sefton Park, Mossley Hill y Wavertree, a 5 kilómetros del centro de la ciudad.

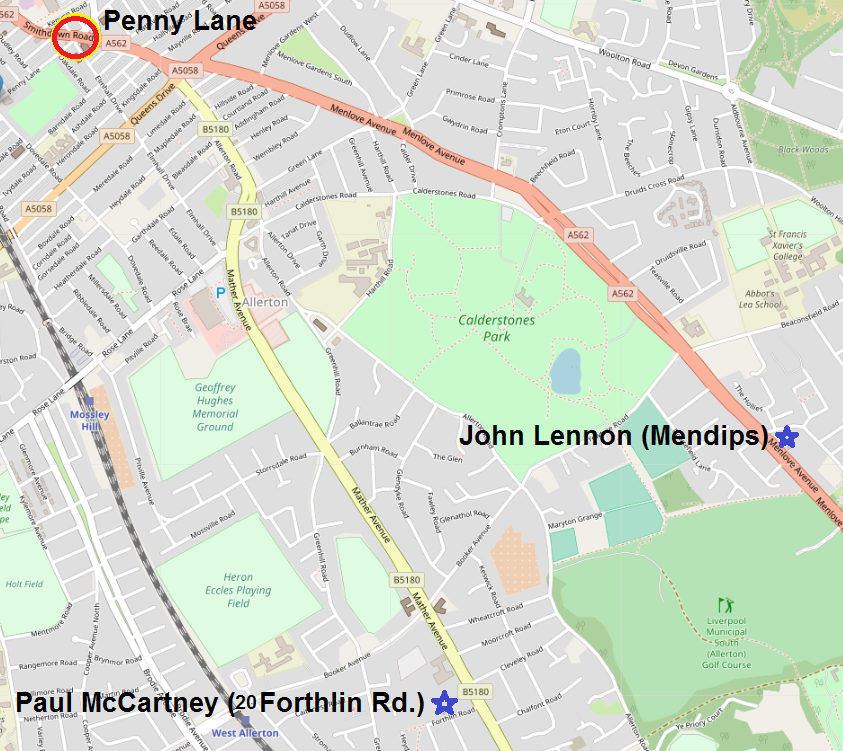
Mapa ubicando el cruce de Penny Lane y las casas de John Lennon y Paul McCartney.

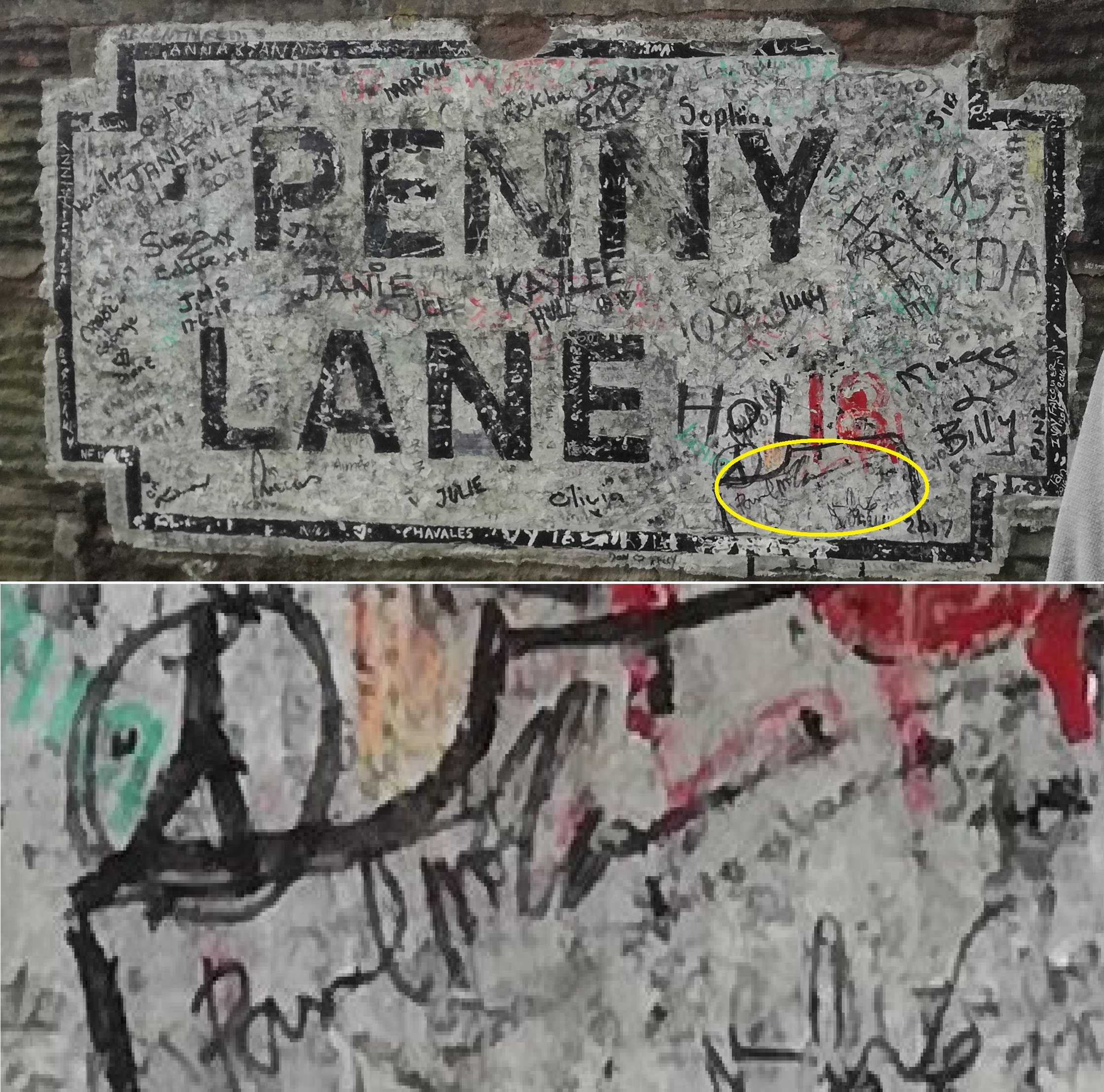
Firma de Paul McCartney en el cartel de Penny Lane.

Paul McCartney frecuentaba Penny Lane desde niño porque cantaba en el coro de la iglesia de St. Barnabas. Tanto su casa del suburbio de Speke, donde vivió hasta los 13 años, como su casa en Allerton (20 Forthlin Road), quedaban ubicadas en zonas suburbanas que conectaban con Penny Lane para realizar trasbordos de autobús. Esta última casa, donde vivió en su adolescencia, queda a 3 kilómetros de Penny Lane.
John Lennon había vivido en su primera infancia en la casa de sus abuelos, que estaba a escasos 300 metros de Penny Lane. Desde los cinco años vivió en Mendips (251 Menlove Avenue), que también estaba a 3 kilómetros de Penny Lane, aunque sobre una ruta diferente de la casa de Paul. George Harrison por su parte, vivió durante su adolescencia en el alejado suburbio de Speke, cerca del aeropuerto. Para llegar debía tomar la línea 86 del autobús, que pasaba por Penny Lane. McCartney, Lennon y Harrison, solían encontrarse en el cruce de Penny Lane para tomar el autobús que los llevara al centro de la ciudad. 
Desde que Paul McCartney escribiera la canción en 1967, la calle se ha convertido ―junto con Abbey Road― en una de las más famosas de todos los tiempos. 
Algunos de los sitios descriptos en la canción aún están allí, como la rotonda ("roundabout") y la barbería. La estación de bomberos a que alude la canción, se encuentra a 1000 metros del cruce, en Mather Avenue y Rose Lane.

### Fracaso del proyecto de cambio de nombre

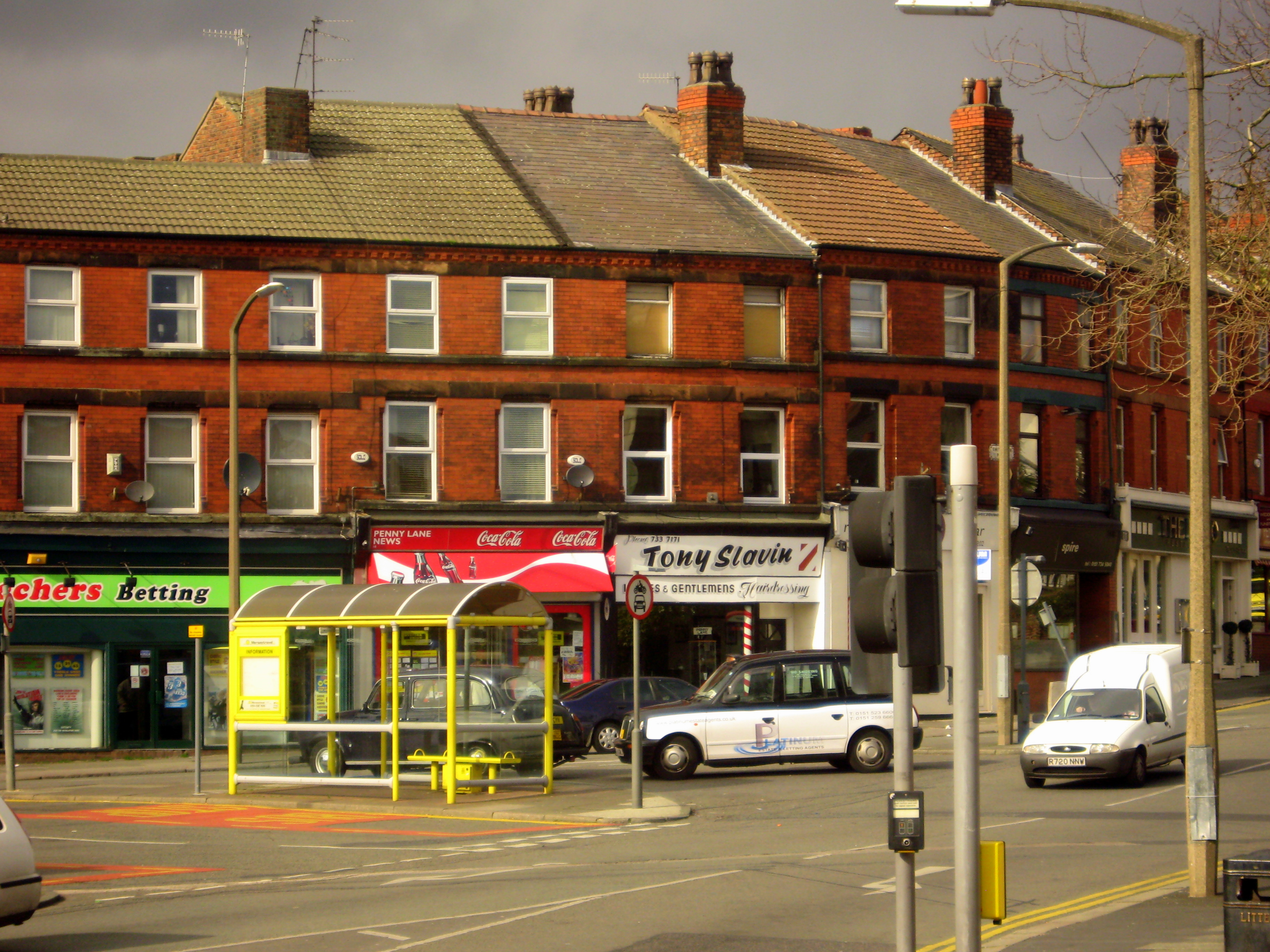
El cruce de Penny Lane, en 2008.

Una legisladora local de la ciudad de Liverpool, en el norte de Inglaterra, fracasó en su intento de cambiar los nombres de varias calles de esa ciudad porque homenajeaban a quienes se enriquecieron con la esclavitud. El problema fue que una de ellas era nada menos que Penny Lane, inmortalizada por los Beatles.
La razón por la que se pretendía cambiar el nombre de la calle era porque su nombre venía de James Penny, un comerciante de esclavos del siglo XVIII. El comercio de esclavos aportaba enormes riquezas a ciudades inglesas como Liverpool y Bristol, ya que eran escalas en el trayecto que llevaba a los esclavos de África hacia el continente americano. Mace es miembro del partido Liberal Demócrata, que controla el consejo local de Liverpool, y había propuesto renombrar las siete calles cuyos nombres tenían reminiscencias de la época antes de la abolición de la esclavitud. Pero Mace nunca se imaginó el furor que se generó cuando el plan fue hecho público, y se descubrió que la célebre Penny Lane podría perder su nombre. Mace dio marcha atrás con el proyecto y en cambio sugirió que, en el futuro, sean más cuidadosos a la hora de elegir nuevos nombres para las calles. Respecto a los siete que le molestan, propone que se elijan placas que detallen su correspondiente contexto histórico.

## Historia
Tras el éxito del doble A "Yellow Submarine"/"Eleanor Rigby", Brian Epstein les preguntó si tenían algún nuevo material disponible. Ambas canciones, aunque fueron grabadas durante las sesiones de Sgt. Pepper's Lonely Hearts Club Band, se quedaron fuera del álbum por una decisión que George Martin lamentó, aunque The Beatles por lo general no incluían las canciones lanzadas como sencillos en sus álbumes británicos.
John Lennon había sido el primero de los Beatles en intentar referirse a la calle Penny Lane en una canción, ya que la había tratado de incorporar a «In My Life». La idea original de John era componer una canción que mencionara los lugares que atravesaba cuando viajaba en autobús, desde su casa al centro, pero luego desistió porque le pareció aburrido. Parte de la letra original, escrita en 1965, decía:

Penny lane is one I'm missing, up church and to the clocktower, in the circle of the Abbey... past the tram sheds with no trams...to the Dockers' Umbrella that they pulled down, all these places have their memories, some are dead and some are living.

Al año siguiente Paul McCartney retomó la letra y terminó escribiendo Penny Lane. Creó una escena en una calle de Liverpool que perfectamente pudo haber sido sacada de un libro de dibujos para niños con una linda enfermera, un alegre barbero, un banquero excéntrico, un bombero patriótico y algunos felices transeúntes. Paul admitió que era parte realidad y parte nostalgia.
Tanto "Strawberry Fields Forever" como "Penny Lane" fueron hechas pensando en el nuevo álbum de recuerdos de la infancia en Liverpool, sin embargo EMI presionó para que apareciera un nuevo sencillo, por lo que fue lanzada como un doble lado A.
El productor de The Beatles George Martin ha declarado que cree que el emparejamiento de "Penny Lane", con "Strawberry Fields Forever" dieron como resultado el que probablemente sería el más grande sencillo jamás lanzado por el grupo. Ambas canciones fueron incluidas más tarde en el álbum americano Magical Mystery Tour en noviembre de 1967. En el Reino Unido, la famosa pareja de canciones no consiguió ser número 1 en la lista musical británica, quedando en segundo lugar por debajo de "Release Me" de Engelbert Humperdinck. En los Estados Unidos, la canción alcanzó el n.º 1 en el Billboard Hot 100 durante una semana antes de quedar fuera por la canción de The Turtles "Happy Together".

## La letra

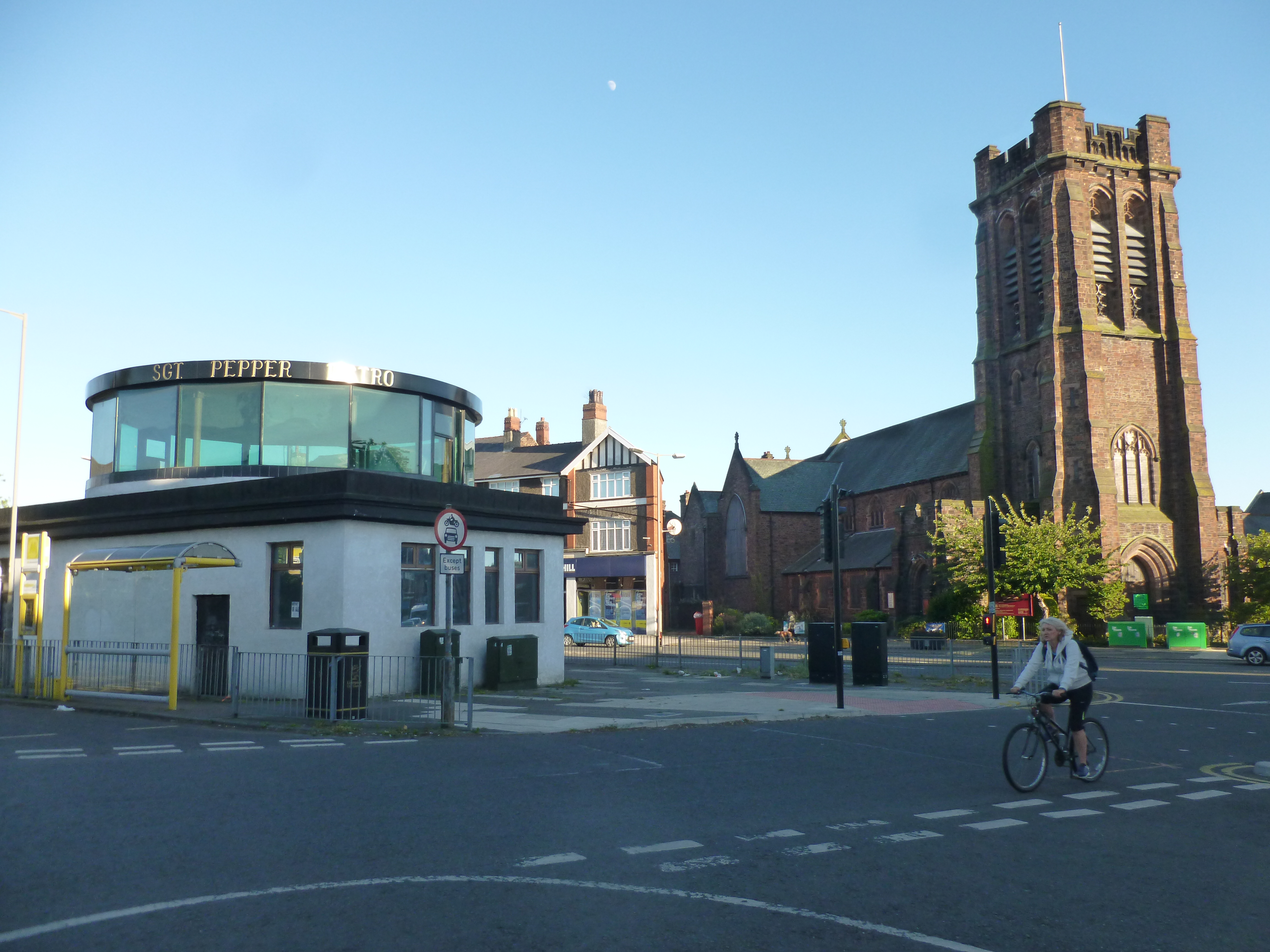
Rotonda (roundabout) e iglesia de St. Barnabas.

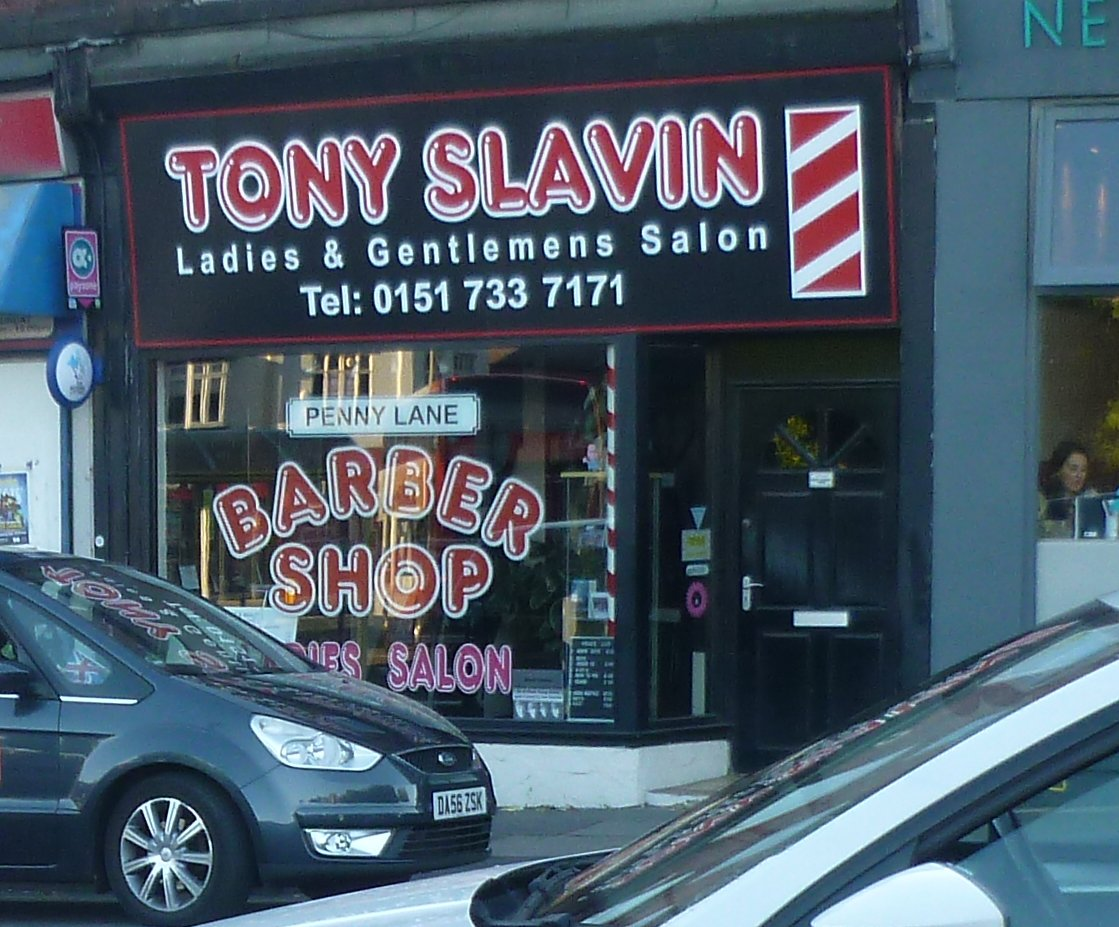
La barbería.

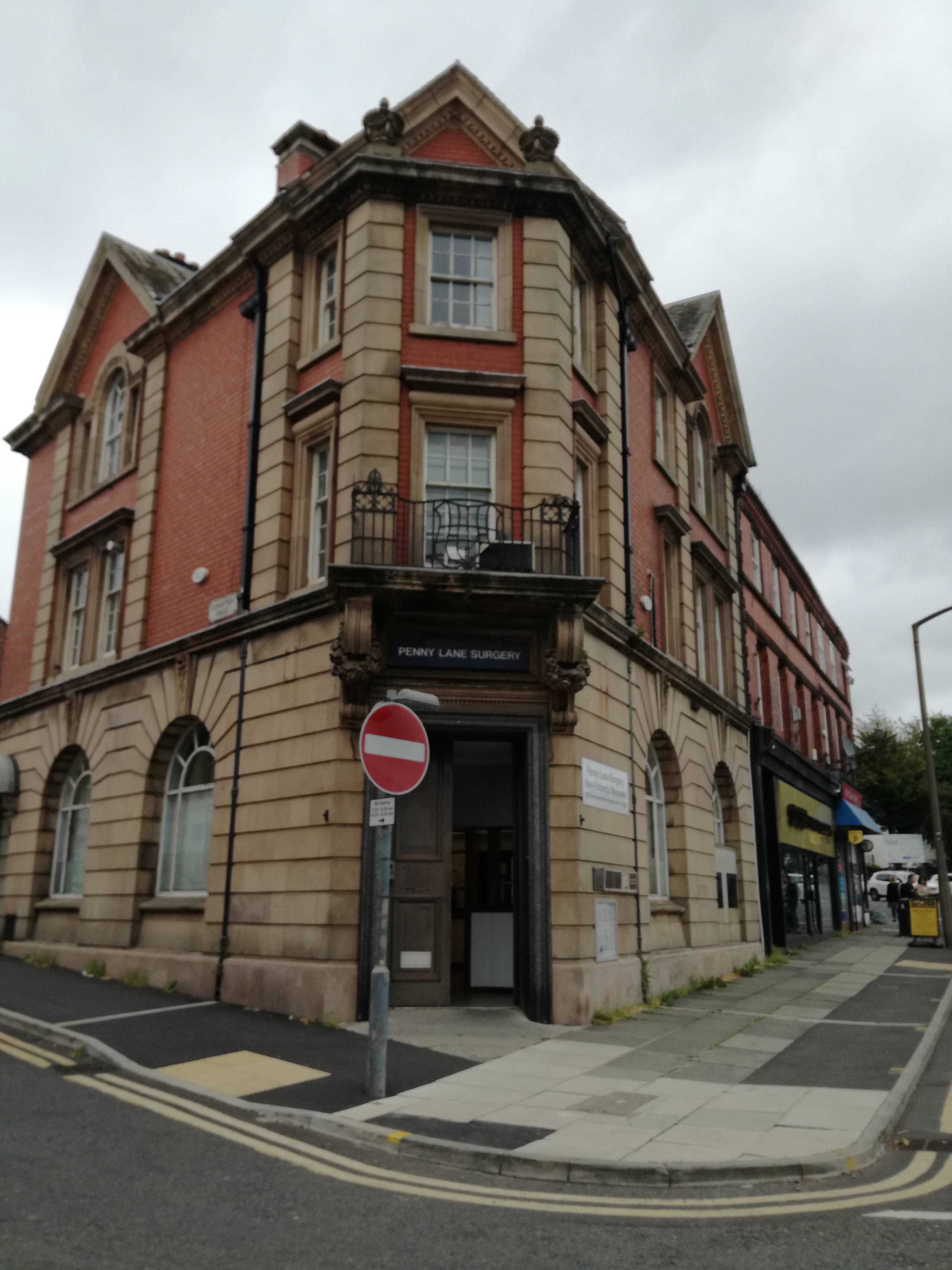
El banco de la esquina.

La letra de la canción describe cómo Paul McCartney ve en su memoria el cruce de Penny Lane. El estribillo dice que "Penny Lane está en mis oídos y en mis ojos, allí debajo de los azules cielos suburbanos".
La primera estrofa cuenta, en tiempo presente, que en "Penny Lane hay un barbero que muestra las fotos de cada cabeza que tuvo el placer de conocer", y que la gente se saluda. 
La segunda estrofa habla sobre el banco de la esquina y el banquero seguido de niños que se burlan de él, por no usar un impermeable, a pesar de la lluvia, algo que McCartney considera "muy extraño" (very strange). La tercera estrofa habla del bombero que limpia su carro, realizando un juego de palabras que no puede ser traducido ("it's a clean machine"), ya que en inglés la expresión significa tanto "máquina limpia", como "máquina para limpiar", aplicándose tanto a las aspiradoras como a otras máquinas limpiadoras del piso. 
La cuarta estrofa cuenta sobre una bella enfermera que vende amapolas en la rotonda. En la quinta y última estrofa, McCartney ve al barbero afeitando a otro cliente, mientras el banquero espera y el bombero entra corriendo para protegerse de la lluvia, algo que nuevamente le parece "...muy raro" ("very strange"). 
Un dato adicional de la letra, mencionado en uno de los estribillos, es una hermética frase de resonancias gastronómicas, que se traduce textualmente como "cuatro de pescado y pastel de dedos" (four of fish and finger pie). La primera de las dos expresiones, "cuatro de pescado" (four of fish), alude a la clásica comida británica fish and chips (pescado y papas), pudiendo significar tanto cuatro peniques, como cuatro porciones. La segunda expresión, "pastel de dedos" (finger pie), es una voz típicamente liverpoolense de los años '50, que aludía a un tipo de contacto sexual furtivo entre los jóvenes de aquellos años, insertando los dedos en la vagina. La película Nowhere Boy contiene una escena que muestra a John Lennon de adolescente, manteniendo un contacto de este tipo con una joven, en un parque. En esta frase McCartney vuelve a realizar un juego de palabras en inglés, apelando al doble significado textual de "finger pie" (pastel de dedos), como acto sexual y comida.
La barbería aún existe en la actualidad (2018). Originalmente era propiedad del Sr. Bioletti quien se jacta de haberle cortado el pelo a John, Paul y George cuando eran niños. Actualmente es propiedad de Tony Slavin. En 2018 Paul McCartney realizó una presentación en el programa estadounidense Carpool Karaoke, conducido por James Corden, en el cual visitó Penny Lane e ingresó a la barbería a cortarse el pelo.
En la década de 1950 existía un banco en la esquina de la misma vereda de la barbería. Actualmente, en 2018 es una clínica, pero el edificio existe y aún mantiene los espacios en los que se ubicaban los buzones. La rotonda (roundabaout) continúa existiendo. En varias ocasiones se instaló allí un negocio gastronómico.

## Producción
La producción comenzó en el Estudio 2 de los EMI Studios, el 29 de diciembre de 1966, con el piano como instrumento principal. El 17 de enero de 1967, músicos profesionales de instrumentos clásicos comenzaron a grabar, como el trompetista Dave Mason, que grabó el solo de trompeta piccolo. El solo de trompeta fue inspirado por una representación de Bach en su 2.º Concierto de Brandenburgo. A Dave Mason le pagaron 27 libras y 10 chelines por su actuación en la grabación. En Penny Lane la producción incluyó efectos de percusión, piano a través de un amplificador de guitarra Vox con reverberación añadida.

## En directo
La canción nunca fue interpretada en directo por el grupo, ya que a mediados de 1966 dejaron de hacer giras.
No obstante, con posterioridad, Paul McCartney sí la ha interpretado en sus giras en solitario.

## Personal
The Beatles
- Paul McCartney: voz principal, pianos (Steinway Grand y Challen Upright), bajo (Rickenbacker 4001s), armonio (Mannborg), pandereta, efectos.
- John Lennon: coros, piano (Challen Upright), guitarra rítmica (Fender Stratocaster), congas, palmas.
- George Harrison: coros, guitarra líder (Epiphone Casino), palmas.
- Ringo Starr: batería (Ludwig Super Classic), campanilla.

Músicos adicionales
- George Martin: piano (Steinway Grand), arreglo orquestal.
- Ray Swinfield, P. Goody, Manny Winters: flautas, pícolos
- David Mason: trompeta piccolo (solo)
- Leon Calvert, Freddy Clayton, Bert Courtley, Duncan Campbell: trompetas, fliscorno.
- Dick Morgan, Mike Winfield: oboes, corno inglés.
- Frank Clarke: contrabajo.

## Posición en las listas
- «Penny Lane» formó parte, junto a «Strawberry Fields Forever», de un sencillo con formato de doble cara A, ya que ambas canciones eran potencialmente comerciales, y así han subido conjuntamente en sus respectivas listas de éxito, excepto en las de Estados Unidos, en las cuales las canciones aparecieron listadas por separado.

| Año  | País           | Lista               | Canción                                  | Posición | Semanas N.º 1 | Semanas en lista |
| ---- | -------------- | ------------------- | ---------------------------------------- | -------- | ------------- | ---------------- |
| 1967 | Reino Unido    | Record Retailer     | «Penny Lane»/«Strawberry Fields Forever» | 2        | —             | 11               |
| 1967 | Reino Unido    | New Musical Express | «Penny Lane»/«Strawberry Fields Forever» | 2        | —             |                  |
| 1967 | Reino Unido    | Melody Maker        | «Penny Lane»/«Strawberry Fields Forever» | 1        | 3             | 10               |
| 1967 | Estados Unidos | Billboard Hot 100   | «Penny Lane»                             | 1        | 1             | 10               |
| 1967 | Estados Unidos | Record World        | «Penny Lane»                             | 1        | 2             |                  |
| 1967 | Estados Unidos | Cash Box            | «Penny Lane»                             | 1        | 2             |                  |

## Galería de fotos

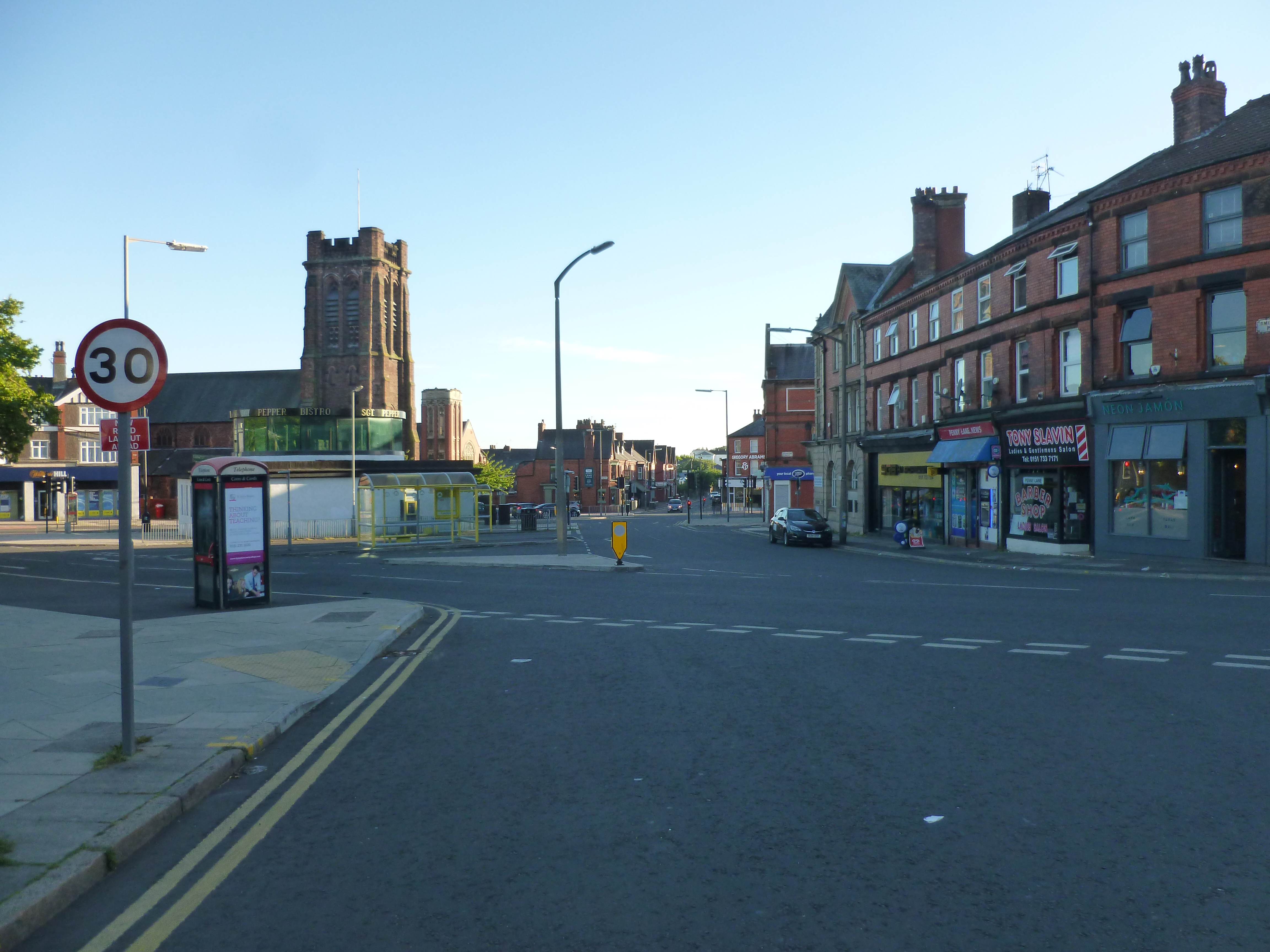
Vista de la calle Penny Lane y del cruce.
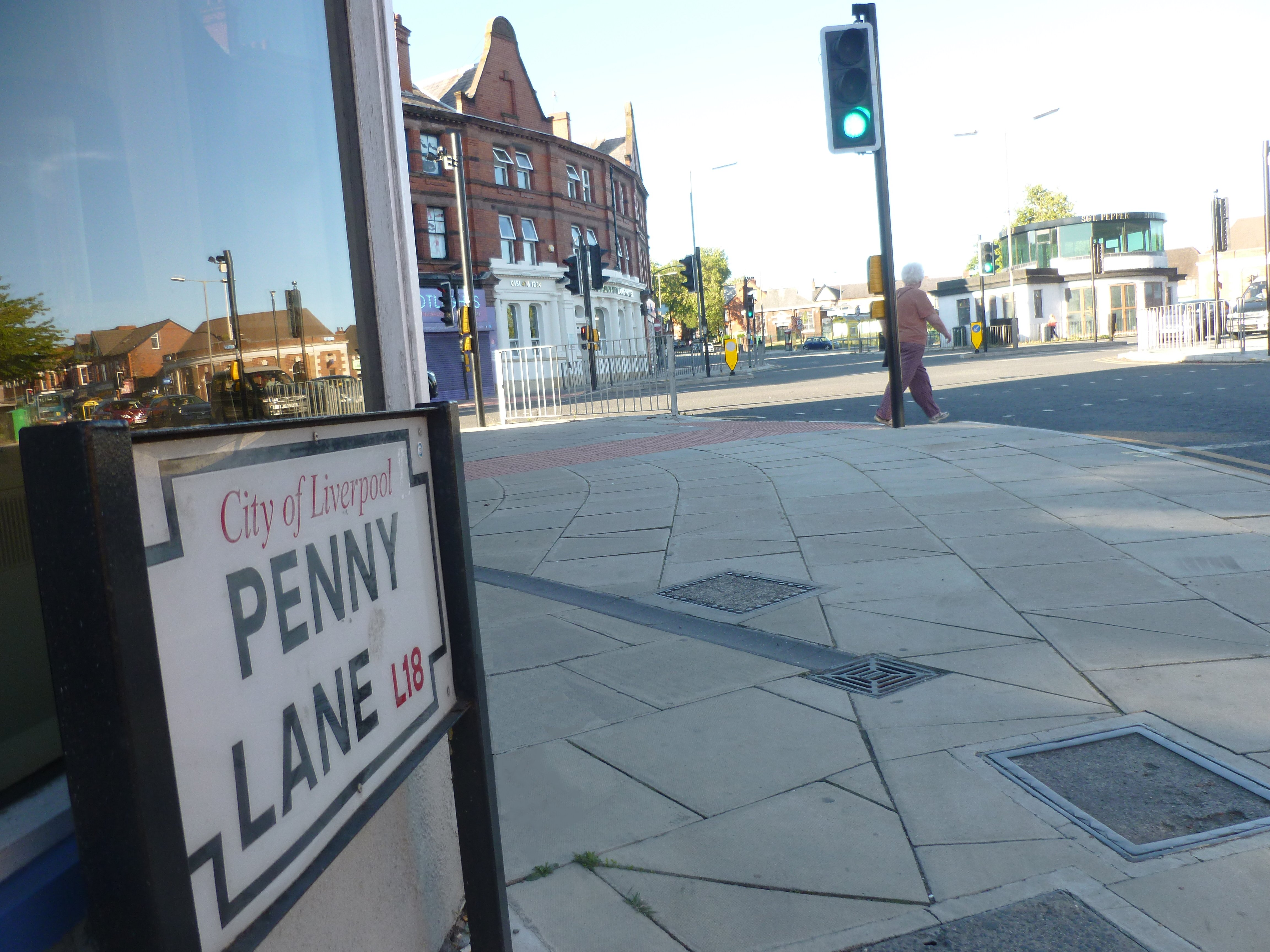
Esquina de Penny Lane y Smithdown Road.
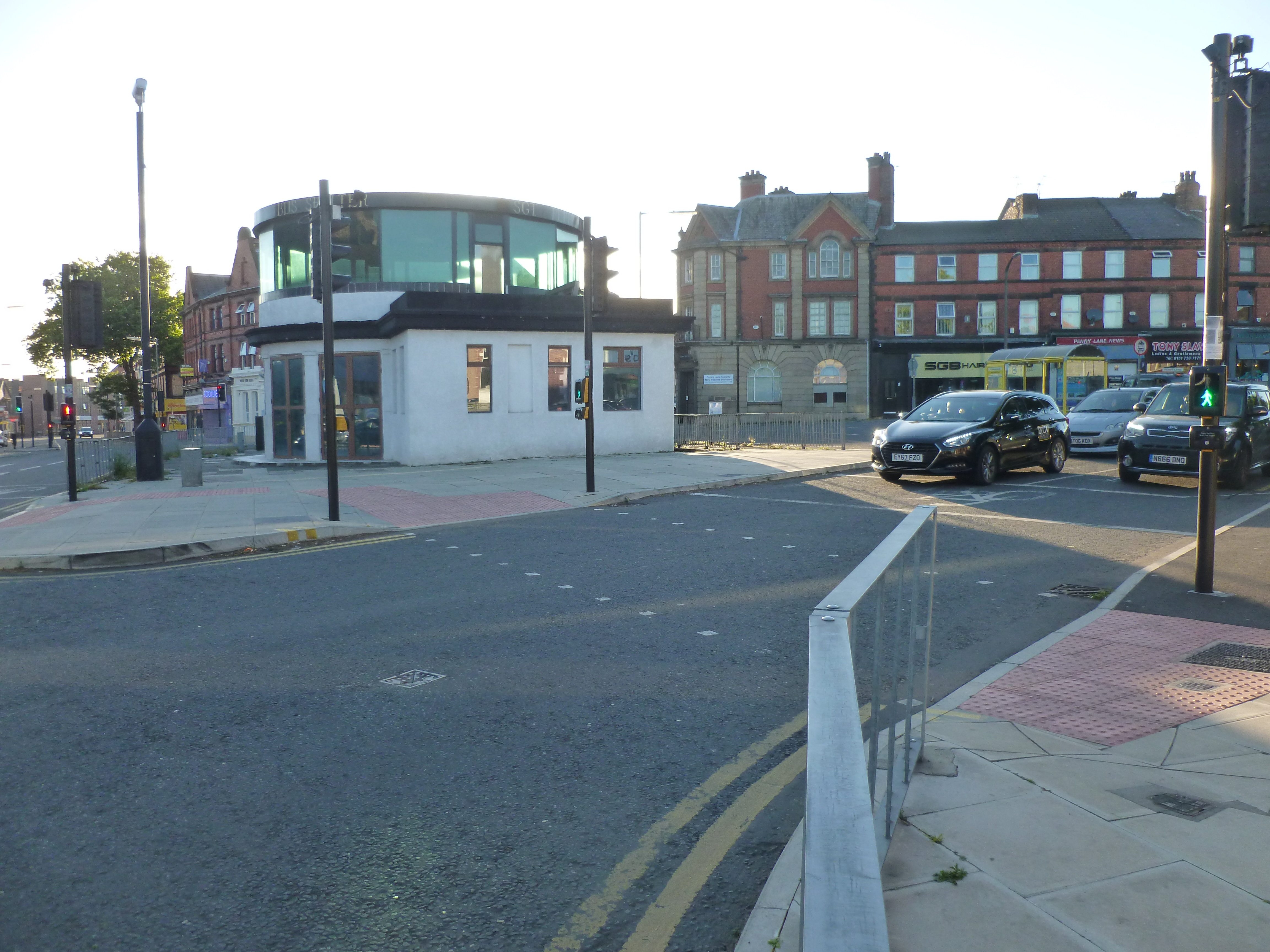
El refugio en el medio de la rotonda ("the shelter in the middle of the roundabout")
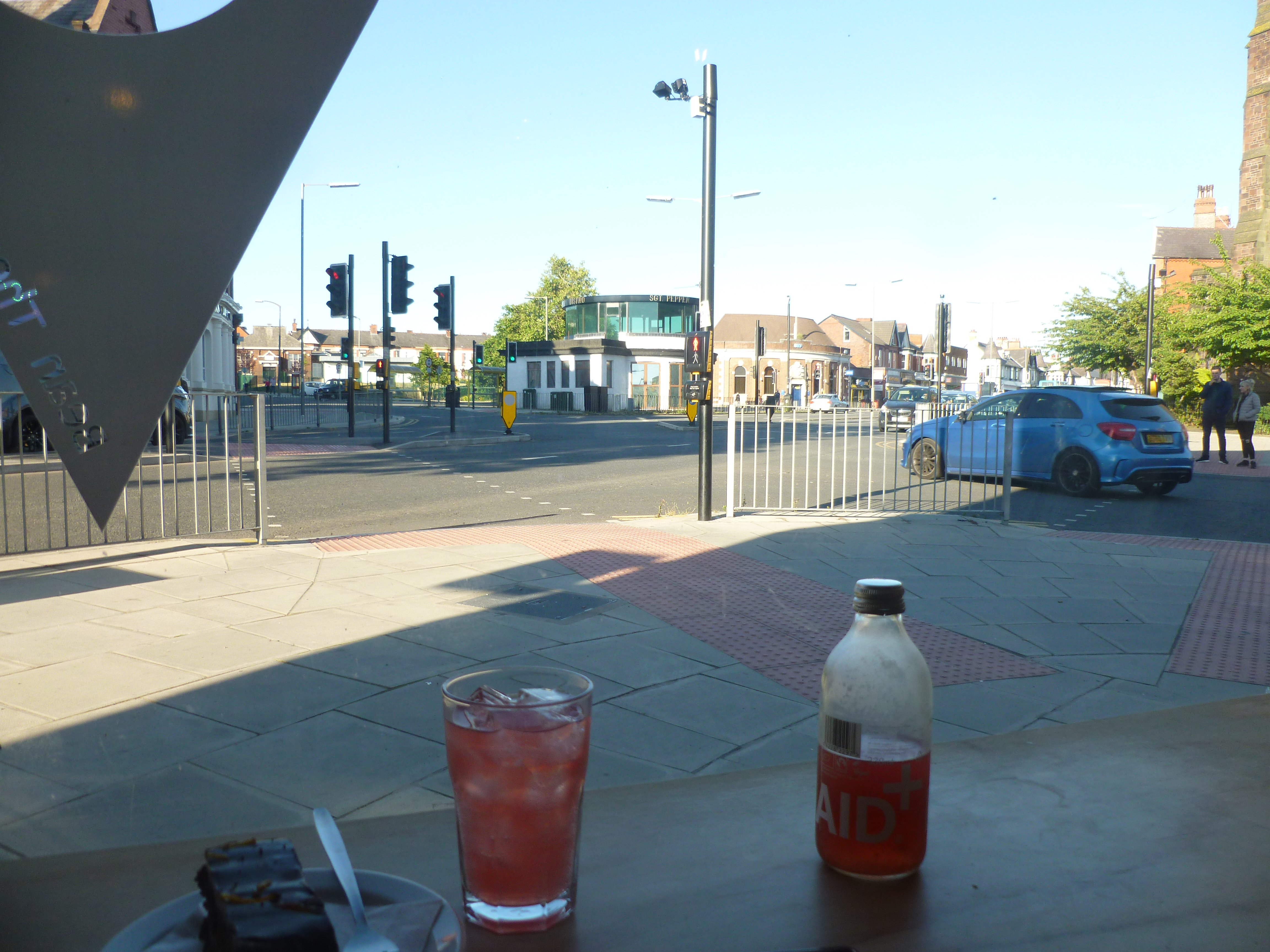
Vista desde un café ubicado en la esquina del cruce de Penny Lane y Smithdown Road.